# Plymouth Pavilions
Plymouth Pavilions é uma arena multi-uso, um complexo de entretenimento e esportes em Plymouth, Devon, Inglaterra. Ele tem uma pista de patinação no gelo, Live Café e arena. A arena é usada para eventos corporativos e como um local de entretenimento.
Foi construído no local da antiga estação ferroviária Millbay, que fica em frente ao Duque de Cornwall Hotel. Os pilares de granito que pode ser visto do lado de fora da entrada principal, uma vez foram os portões para a estação.
O show de venda mais rápida do Plymouth foi o Arctic Monkeys, vendendo todos os ingressos em uma hora, em 2006 
Em 2012 esse recorde foi batido por Gary Barlow, vendendo tudo em menos de uma hora.